# 赵忠尧
赵忠尧（1902年6月27日—1998年5月28日），男，浙江诸暨人，中国物理学家，中国核物理、中子物理、加速器和宇宙线研究的先驱和启蒙者。其早期对γ射线散射中反常吸收和特殊辐射的实验发现，在正电子、反物质的科学发现史上有重要意义。他在1930年成為歷史上首名捕捉正電子的人，其研究直接促成物理學家卡尔·戴维·安德森於1936年獲得諾貝爾物理學獎，安德森在晚年承認他的研究是建基在趙忠堯的基礎之上。

## 生平
1920年浙江诸暨中学毕业后，考入南京高等师范学校（後改為國立東南大學、国立中央大學、国立南京大學）数理化部，修读化学、数学、物理课程，师从任鸿隽、王季梁、孙洪芬、张子高、胡刚复、叶企孙、何鲁、熊庆来等人；因父亲去世，家境困难，1924年春留校在物理系担任助教，一面教书，一面听课、考试，补足学分，1925年毕业于国立东南大学物理系，获理学士学位。1925年夏随同东大物理系教授叶企孙转往北京清华学校（1928年更名清华大学）任教。
1927年夏赴美国加州理工学院留学，师从1923年诺贝尔物理奖得主、校长密立根，1931年获博士学位。1931年赴德国在哈勒大学从事研究工作。

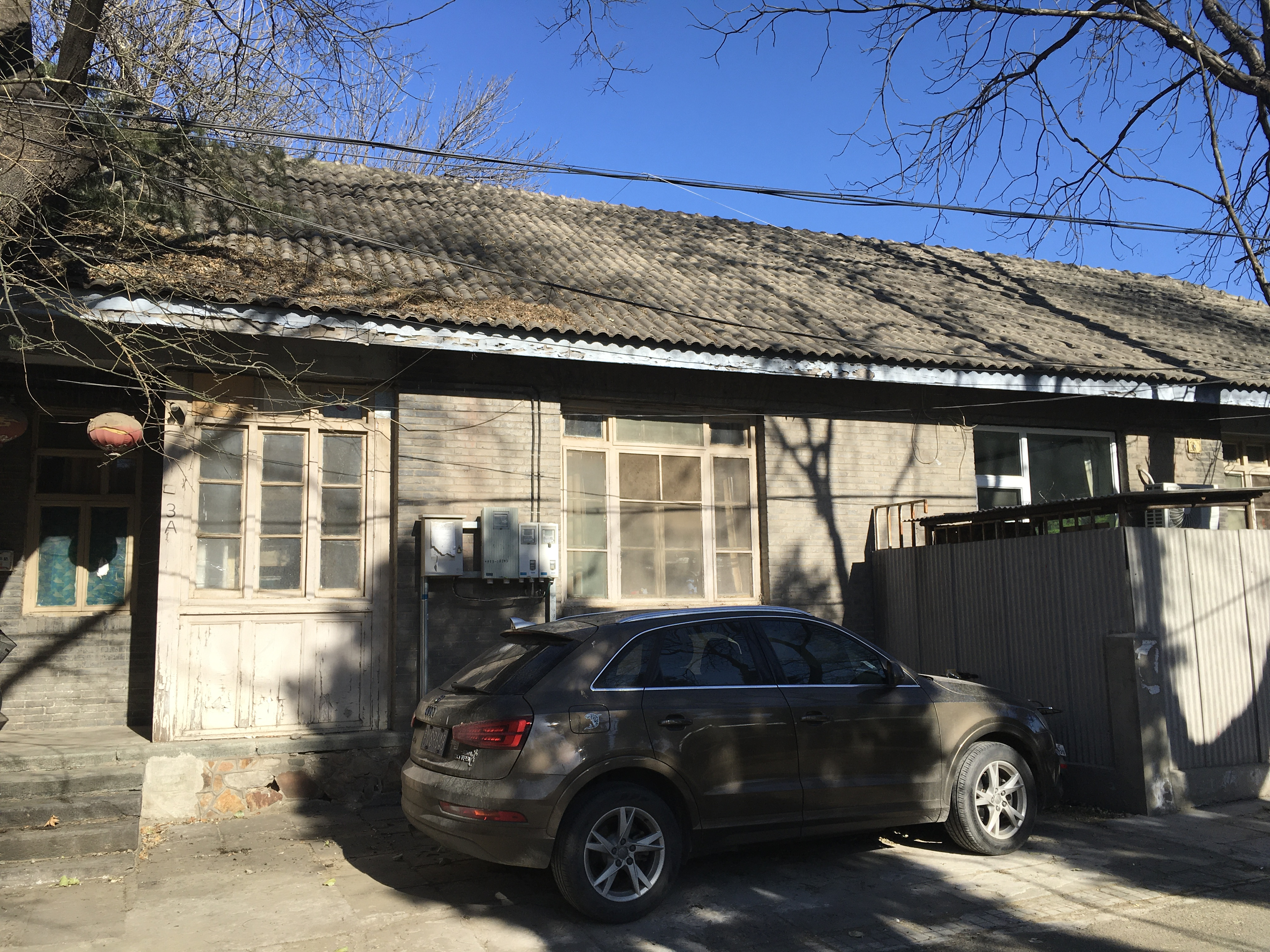
赵忠尧故居，清華照瀾院3號

1932年返国，回清华大学物理系任教授。1937年抗战爆发，全家辗转南下到昆明，利用休假在云南大学任教；1938年清华大学与北京大学、南开大学合并组建西南联合大学，任西南联合大学教授。1945年，应吴有训校长邀请回國立中央大學物理系任教，并担任物理系主任。
1946年，赴美国参观美国在太平洋中的原子弹实验，并在麻省理工学院电机系静电加速器实验室、卡内基地磁研究所、加州理工学院核反应实验室工作；其间购置核物理实验器材。1948年，當選為中央研究院第一屆院士。1950年返国途中被美国政府拘留达数月之久。之后克服重重困难，于1950年底取道香港返回中国大陆，在中国科学院物理研究所、高能物理研究所工作。1955年当选中国科学院院士。1958年筹建中国科学技术大学近代物理系，兼任系主任。
1966年文革開始後，趙因為在三星鉛筆廠有股份，被定為「資本家」，又由於有滯留美國的經歷，被戴上「特務嫌疑」的帽子，關進了牛棚受到監視與審查。一直到1973年，高能物理研究所成立，趙忠堯得以恢復工作，擔任副所長並主管實驗物理部的工作。
1998年5月28日在北京逝世。

## 主要成就
- 发现反常吸收和特殊辐射，在人类历史上第一次观测到正电子，实验发现反物质。1930年，赵忠尧发表《硬γ射线在物质中的吸收系数》和《硬γ射线的散射》等论文，发现了γ射线通过量子物质时的“反常吸收”，即正负电子对湮灭现象，实验观测到正电子。该发现是量子电动力学理论发展的里程碑。赵忠尧并没有因该项成就被授予诺贝尔奖。两年后，他的同学安德逊在威尔逊云雾室中观测到宇宙线的反物质——正电子的径迹，获诺贝尔物理奖。安德森注意到有一个粒子，它在磁场中的弯曲方向与电子在磁场中的弯曲方向相反。因此他知道这个粒子带着一种不同的电荷，他还知道这个粒子的质量跟电子质量差不多。他得出的结论是，这个粒子的质量介于电子质量和质子质量之间。这是第一种被发现的反物质。他在回忆中提及：“我依稀记得，当时有一个研究生。我猜他跟其他研究生一样，没有读过所有的理论。因此他（看到实验结果后）没有立即认识到那就是反物质；而反物质此前就已经被英国物理学家保罗·狄拉克预言出来了。”安德森提及的这件事是指1929年加州理工学院的研究生赵忠尧曾经也发现过相关的实验现象，但貌似他当时的论文重点放在了硬伽马射线的散射上，而不是正反物质的湮没现象。赵忠尧后来也没有再继续跟进或指出正电子的说法，因此诺贝尔物理学奖最终颁给了卡尔·安德森，并第一次与华人科学家擦肩而过。[3]诺贝尔物理奖得主丁肇中教授曾经评论：“要不是赵教授在30年代对正负电子湮灭发现做出的巨大贡献，我们就不可能有正负电子对撞机，也就没有今天的物理研究。”

- 在中国建立核物理实验基地。1932年回国后，在极为简陋的条件下在清华大学建立了核物理教学实验室，从事γ射线、人工放射性和中子物理的研究工作。期间发表了《硬γ射线与原子核的相互作用》等有重要意义的成果和论文。1950年回国后，在中国科学院近代物理研究所主持核物理方面的工作，主持建成了中国第一台质子静电加速器，使中国加速器技术迈出了第一步，还发展了真空技术、高电压技术、离子源技术，对中国高技术工业的发展起了推动作用。在他主持下，以静电加速器为基础又建设了中国最早的核物理实验室，开展了中国最早用加速器的核物理实验。并且主持在中国科学技术大学建立起一个专业实验室，开设了β谱仪、气泡室、γ共振散射、穆斯堡尔效应、核反应等较先进的实验。此后北京开建正负电子对撞机工程、加速器、质谱仪和同步辐射应用设施等等并投入运行，都积累着赵忠尧等老一辈科学家的心血。

- 启蒙中国的核物理科学。首次在中国开设核物理课程，培养了中国第一批原子能专业人才。在长期的研究和教学工作中，培养大批人才，为中国核物理宗师，被称为“中国原子能之父”。桃李满天下，学生中许多为有关领域有所成就的专家学者，如王淦昌、钱三强、钱伟长、王大珩、杨振宁、李政道、朱光亚、邓稼先、赵仁恺、冯端、朱清时等人。中国第一枚原子弹诞生，第一枚氢弹爆炸，第一艘核潜艇下水，第一个高能量正负电子对撞机问世，第一个核电站动土兴建……这些原子能开发领域的成果，有将近一半的技术力量来自赵忠尧和他的学生们。赵忠尧奠定了中国原子核能事业的基础。